# Ricard Fernández Mercadé
Ricard Fernández Mercadé   (Barcelona, 19 d'abril de 1941 - Barcelona, 18 d'agost de 2006) fou un jugador català de billar de les dècades de 1970 i 1980.
Va practicar totes les especialitats del billar de carambola: lliure, banda, quadres 47/2 i 71/2, tres bandes, però on més destacà fou en el billar artístic. Fou campió del món de billar artístic l'any 1974. Formà part del Club Billar Barcelona. Participà en el programa Nadal a tres bandes de TV3.

## Palmarès
Font:
- Campionat del Món de billar artístic:  1974  1973, 1979, 1983  1970
- Campionat d'Europa de billar artístic:  1979  1968, 1975, 1976, 1985
- Campionat d'Espanya de billar artístic:  1981, 1983, 1984, 1991
- Campionat de Catalunya de billar artístic:  1983, 1984, 1985